# Hartzell Propeller
A Hartzell Propeller Inc. é uma fábrica de hélices americana fundada em 1917 por Robert N. Hartzell como "Hartzell Walnut Propeller Company". Ela produz hélices aeronáuticas de alumínio ou de material compósito para aeronaves certificadas, de construção caseira e ultraleves. A empresa está sediada em Piqua, Ohio.
A Hartzell também produz cones de hélices, reguladores de velocidade, sistemas de proteção contra gelo e outros controles de hélice.

## Histórico

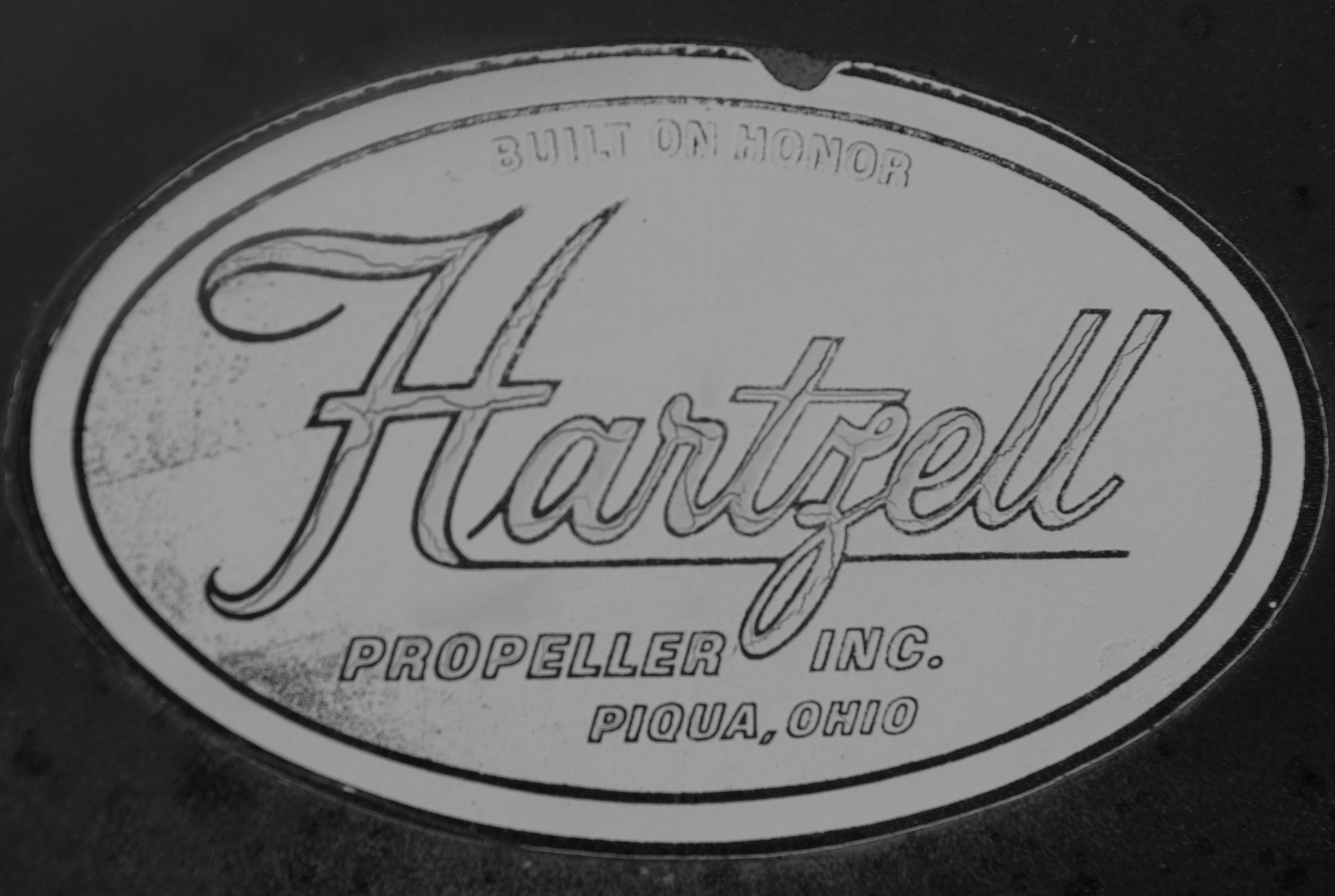
Logotipo antigo.

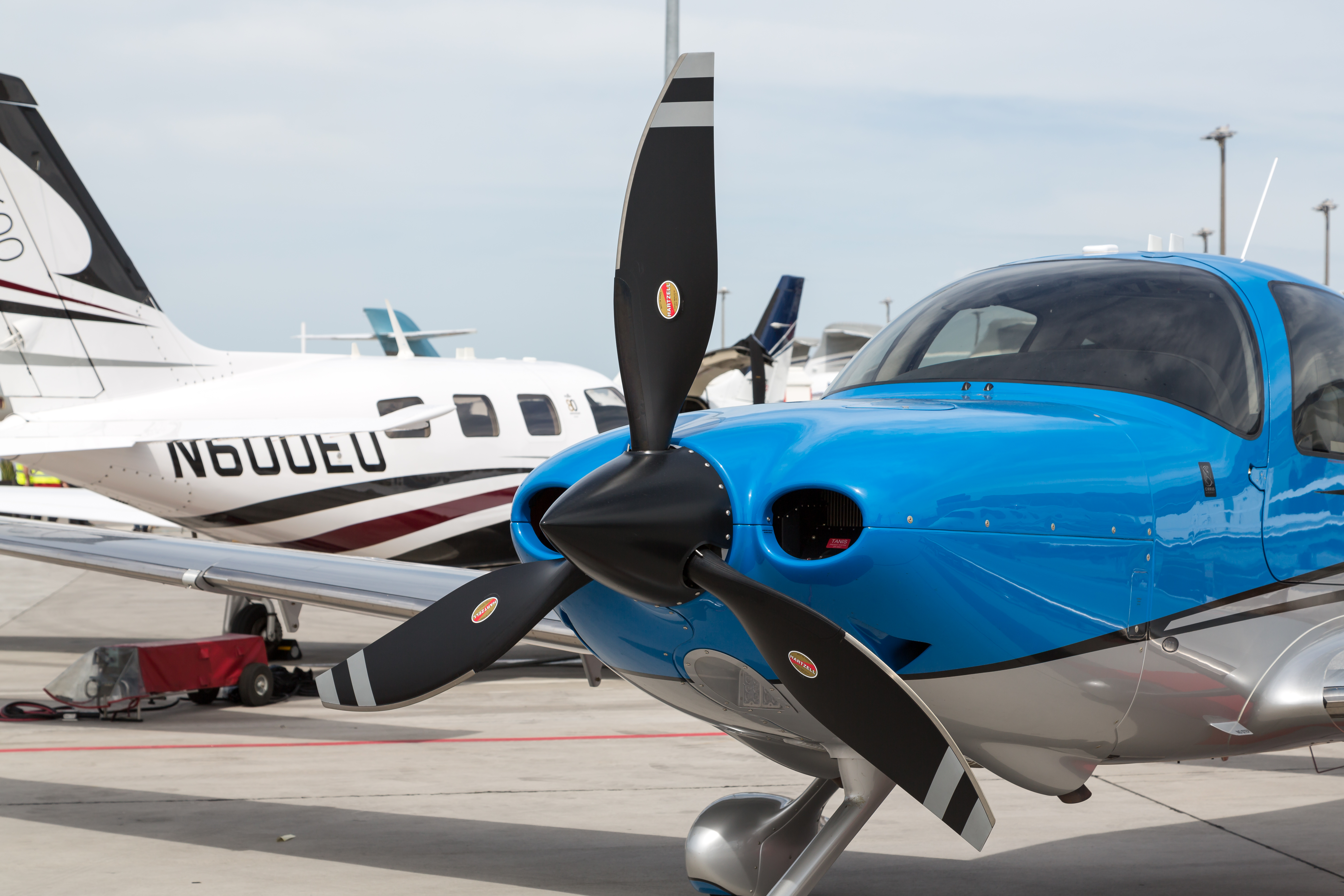
Uma hélice Hartzell
em um Cirrus SR22T em 2018.

Robert Hartzell cresceu na vila de Oakwood, Ohio, a apenas uma quadra de Hawthorn Hill, onde Orville Wright morava. Da década de 1890 até o final da década de 1910, o pai e o avô de Hartzell operaram uma serraria e uma empresa de fornecimento pranchas de madeira em Greenville, Ohio (mais tarde mudou-se para Piqua, Ohio) que também fabricava itens como carroças e coronhas de armas para a Primeira Guerra Mundial Paralelamente, Robert tinha um pequeno avião e fazia manutenção nele quando jovem. Em 1917, Orville Wright sugeriu que Hartzell usasse suas nogueiras para fabricar uma hélice de avião para seu avião e outros. Como resultado, Robert Hartzell fundou a "Hartzell Walnut Propeller Company" em Piqua naquele mesmo ano, e a empresa forneceu hélices "Liberty" para aviões de guerra da Primeira Guerra Mundial.
Após a guerra, a Hartzell Propeller construiu seus próprios aviões, incluindo o FC-1 (a primeira aeronave feita inteiramente de madeira compensada). O FC-1 conquistou o primeiro lugar na "Flying Club of St. Louis Trophy Race" no "International Air Meet" de 1923. Uma alteração nas asas resultou no modelo FC-2 aprimorado, que venceu as aeronaves da Waco Aircraft Company e da Curtiss Aeroplane and Motor Company na "International Air Races" de 1924 em Dayton, Ohio. Hartzell parou de produzir aeronaves para evitar a competição com seus próprios clientes de hélice. Em 1926, Hartzell começou a construir hélices para o Aeronca C-2.
Durante a Segunda Guerra Mundial, a empresa produziu hélices de metal para a Hamilton Standard. Após a guerra, a Hartzell produziu as primeiras hélices de material compósito para o Republic RC-3 Seabee. A Hartzell começou a fabricar hélices de alumínio em 1948 e desenvolveu as primeiras hélices "full-feather" para uma aeronave leve bimotora na década de 1950. Estes foram usados no Aero Commander, Piper Apache, Cessna 310 e Beech Twin Bonanza.
A Hartzell introduziu uma hélice para turboélices em 1961 e, em 1975, certificou uma hélice de 5 pás para o Short 330. Em 1978, a empresa produziu uma hélice de fibra de aramida composta para o CASA 212. Em 1989, a Hartzell produziu hélices de dezesseis pés para o Boeing Condor, outra aeronave "quebradora de recordes".
A Hartzell introduziu a linha "Top-Prop", hélices de substituição para aeronaves com motor a pistão, em 1991, e vendeu 20.000 kits de conversão "Top-Prop" de 1991 a 2013.
Em 1994, a empresa realizou o primeiro "Friends of Hartzell Air Show" em Piqua, Ohio. para o qual a Hartzell desenvolveu seu primeiro sistema para acrobacia aérea. Em 2013, o Red Bull Air Race World Series escolheu a Hartzell para fornecer hélices em material compósito de 3 pás, cones de hélice de fibra de carbono e reguladores de velocidade para as equipes de corrida. Em 2006, a FAA concedeu à Hartzell a primeira certificação para uma hélice "Advanced Structural Composite" (ASC II) para a aviação geral.
Em julho de 2021, a Hartzell Propeller comprou os ativos da "Tanis Aircraft Products", uma empresa que fabrica sistemas de pré-aquecimento para motores de aeronaves. O presidente e CEO da Tanis, Douglas Evink, se tornará o vice-presidente de vendas da Hartzell Propeller para a nova unidade de negócios da Tanis. As operações da Tanis permanecerão perto do Aeroporto Anoka County–Blaine, fora de Minneapolis, Minnesota.